# Apalacris viridis
Apalacris viridis är en insektsart som beskrevs av Huang, C. och Wei Ying Hsia 1985. Apalacris viridis ingår i släktet Apalacris och familjen gräshoppor. Inga underarter finns listade i Catalogue of Life.